# حزب شباب الوطن
حزب شباب الوطن، هو حزب سياسي في موريتانيا بقيادة للا شيريفا.

## التاريخ
فاز الحزب بأربعة مقاعد في انتخابات 2013 البرلمانية.